# Dom maklerski
Dom maklerski – instytucja finansowa posiadająca zezwolenie organu nadzoru na wykonywanie określonych czynności stanowiących działalność maklerską.
Dom maklerski umożliwia swoim klientom założenie rachunku inwestycyjnego, na którym przechowywane są informacje o posiadanych przez niego środkach pieniężnych oraz papierach wartościowych. Klient może dokonywać zleceń transakcji kupna oraz sprzedaży instrumentów finansowych na giełdzie, które dom maklerski wykona w swoim imieniu, ale na rzecz klienta.
W domach maklerskich zatrudnieni są maklerzy, którzy są upoważnieni przez dany dom do dokonywania transakcji na giełdzie.
Dom maklerski nieposiadający członkostwa na giełdzie jest nazywany afiliantem.
Kapitał towarowego domu maklerskiego musi być udokumentowany i nie może pochodzić z pożyczek lub kredytów. Dom maklerski działa na podstawie zezwolenia Komisji Nadzoru Finansowego i wykonuje czynności w tym zezwoleniu określone.
W prawie Unii Europejskiej dom maklerski określany jest mianem firmy inwestycyjnej.

## Formy organizacyjne
W Polsce dom maklerski może zostać utworzony tylko w formie:
- spółki akcyjnej – z jedynym akcjonariuszem osobą prawną,
- spółki komandytowo-akcyjnej, w której komplementariuszami są wyłącznie osoby mające prawo wykonywania zawodu maklera papierów wartościowych lub doradcy inwestycyjnego, w liczbie co najmniej dwóch,
- spółki z ograniczoną odpowiedzialnością – z jedynym udziałowcem osobą prawną,
- spółki komandytowej, w której komplementariuszami są wyłącznie osoby mające prawo wykonywania zawodu maklera papierów wartościowych lub doradcy inwestycyjnego, w liczbie co najmniej dwóch,
- spółki partnerskiej, w której wspólnikami (partnerami) są wyłącznie osoby mające prawo wykonywania zawodu maklera papierów wartościowych lub doradcy inwestycyjnego, w liczbie co najmniej dwóch,
- spółki jawnej, w której wspólnikami są wyłącznie osoby mające prawo wykonywania zawodu maklera papierów wartościowych lub doradcy inwestycyjnego, w liczbie co najmniej dwóch.